# Джаббарлы, Джафар Кафар оглы
Джафар Кафар оглы Джаббарлы, в советских источниках встречается написание Джабарлы (азерб. جعفر جبارلی, Cəfər Qafar oğlu Cabbarlı; 20 марта 1899, Хызы — 31 декабря 1934, Баку) — азербайджанский, советский драматург, поэт, театральный постановщик и сценарист. Заслуженный деятель искусств Азербайджанской ССР (1933), зачинатель социалистического реализма в азербайджанской драматургии. В Литературной энциклопедии Джаббарлы назван тюркским писателем.

## Биография
Джафар Кафар оглы Джаббарлы родился 20 марта 1899 года в селении Хызы в бедной крестьянской семье. После смерти отца в 1902 году, семья трёхлетнего Джафара Джаббарлы переехала в Баку. Согласно кандидату исторических наук Нуриде Гулиевой являлся татом. Для своей семьи писал сказки и стихи на татском языке.

Первоначально Джафар занимается изучением Корана, после этого он вступает в школу Бадал-бека. В этой школе его обучает отец Микаила Мушфига, Мирза Гадир Исмаилзаде. После того, как изгоняют его из школы, Джафар заканчивает образование в русско-татарской школе. Там ему преподают Сулейман Сани Ахундов и Абдулла Шаиг. В своих воспоминаниях о Джафаре Джаббарлы, Абдулла Шаиг пишет:
«Я знаю Джафара Джаббарлы ещё с тех пор, как он учился в седьмой школе Баку. Он был одним из моих любимых учеников. Свой первый стих первым зачитывал мне и работал на основе моих инструкций. У него была высокая воля и оптимизм. Никакая неудача не могла огорчить его, наоборот способствовал более усердной работе над стихами. Он с лёгкостью принимал и усваивал все советы и инструкции. Вероятно, большинство первых стихотворений Джафара не было издано».
Позже, с помощью Иса-бека Ашурбекова вступает в отдел электромеханики Политехнической школы. Начал печататься с 1915 года. В это время Джафар Джаббарлы публикует свои первые стихи в журналах «Бабайи-Эмир», «Молла Насреддин», «Дебистан». Эти стихи публикуются под псевдонимами «Гаййур-аййар», «Шабранг-аййар». Ранние сатирические стихи и рассказы Джафара направлены против социального неравенства, женского бесправия и отсталости. В 1916 году Джафар Джаббарлы пишет историческую драму «Насреддин-шах», в котором разоблачает феодальную деспотию в Иране.
В период Азербайджанской Демократической Республики, Джафар Джаббарлы работал стенографом в парламенте республики. С 1919 года был членом партии «Мусават», позже Мусаватского подполья.
В 1920 году он поступил в Бакинский государственный университет на факультет медицины, однако из-за отсутствия интереса к медицине, он вскоре перешёл на факультет востоковедения. Одновременно он посещал кружок драмы при Тюркском рабочем театре в Баку. В 1929 году окончил Бакинский государственный университет. Дальнейшие пьесы писателя «Айдын» (1922) и «Октай Эль-оглы» (1923) изображают суровую реалистическую манеру, реакционную сущность местной буржуазии. В 1923—1924 годах пишет поэму «Девичья башня», в основе которой лежит легенда о трагической судьбе женщины феодального Востока. В 1927 году пишет историческую трагедию «Невеста огня» о легендарном вожде освободительного восстания, Бабеке, которую направляет против религии ислама и феодального гнёта. 

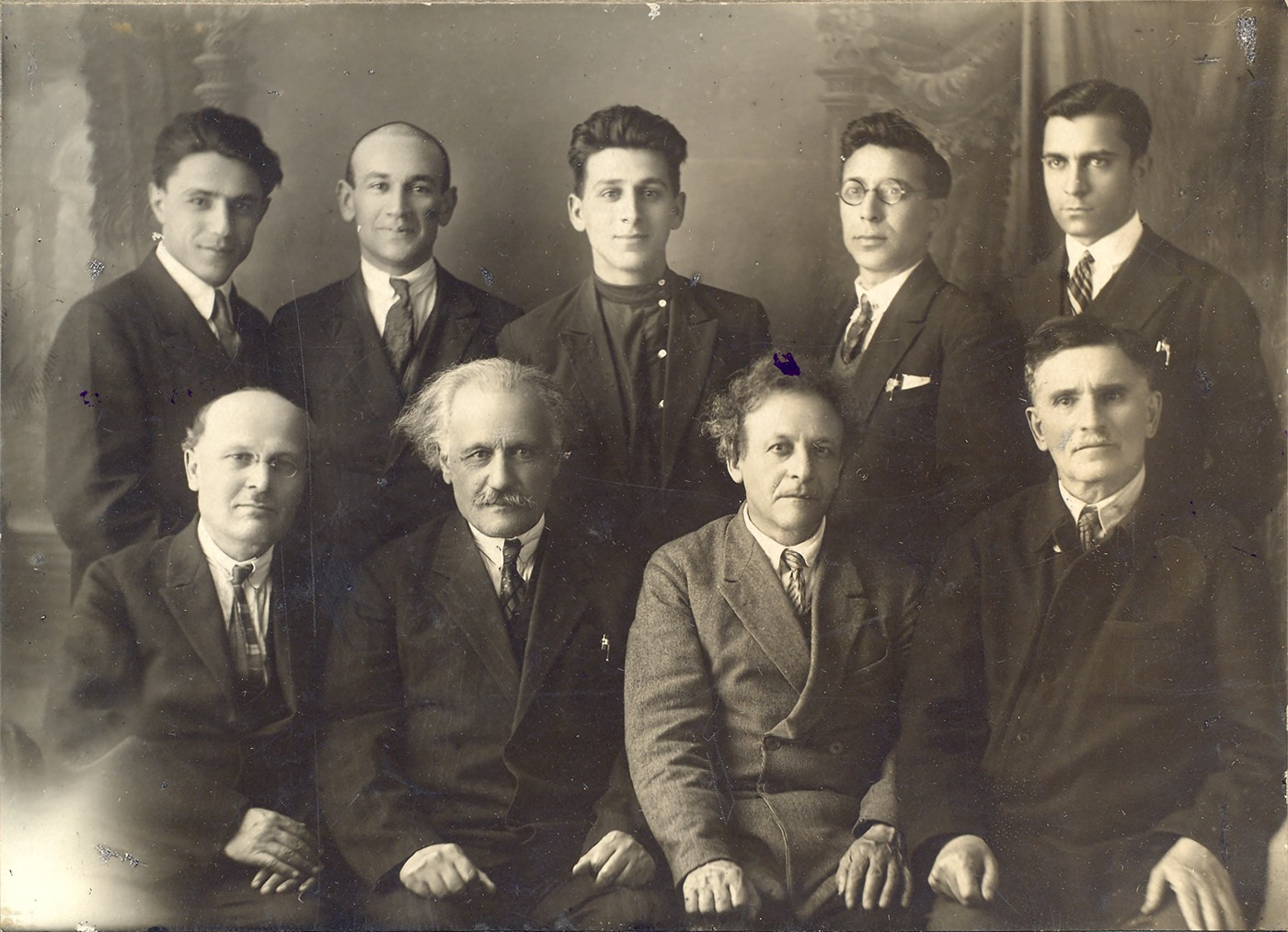
Деятели культуры Азербайджана. Стоят (слева направо): Асаф Зейналлы, Сулейман Рустам, Расул Рза, Джафар Джаббарлы, Афрасияб Бадалбейли. Сидят (слева): Антон Маилян, Абдуррагим-бек Ахвердов, Гибо Корнелли, Рзагулу Наджафов. Баку, 1930 год

В 1931 году Джафар Джаббарлы пишет пьесу «В 1905 году», где показывает обстановку межэтнических столкновений «татар» (азербайджанцев) и армян в период первой русской революции в Закавказье. Джаббарлы — автор азербайджанской версии либретто 2-й редакции оперы Р. М. Глиэра «Шахсенем» и многих киносценариев. Был также переводчиком. Перевел на азербайджанский язык произведения У. Шекспира, Ф. Шиллера, П. Бомарше, Л. Н. Толстого, М. Горького и многих других русских и европейских классиков.

Джафар Джаббарлы умер в возрасте 35 лет от сердечной недостаточности.

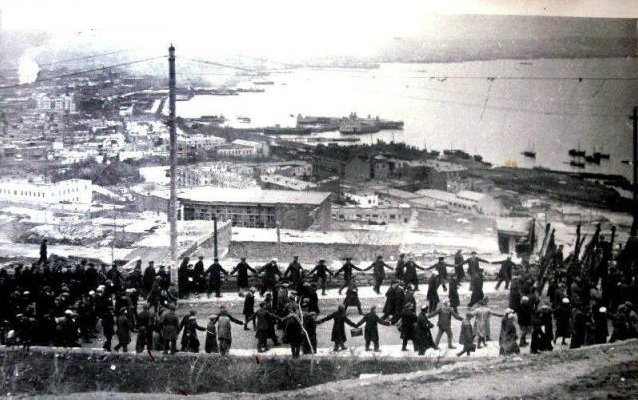
Похороны Джаббарлы в Баку

## Память

Памятник Джафару Джаббарлы в Баку. Скульптор Мир-Али Мир-Касимов
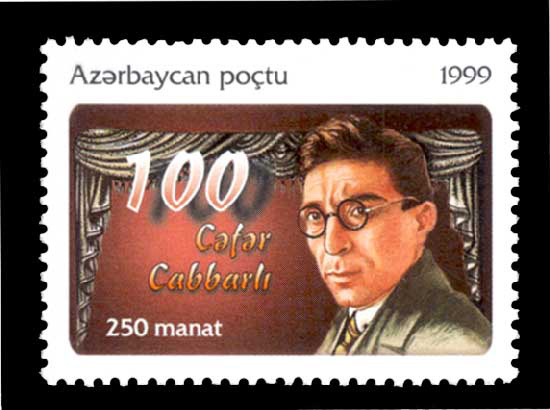
Марка, посвящённая 100-летнему юбилею со дня рождения Джафара Джаббарлы
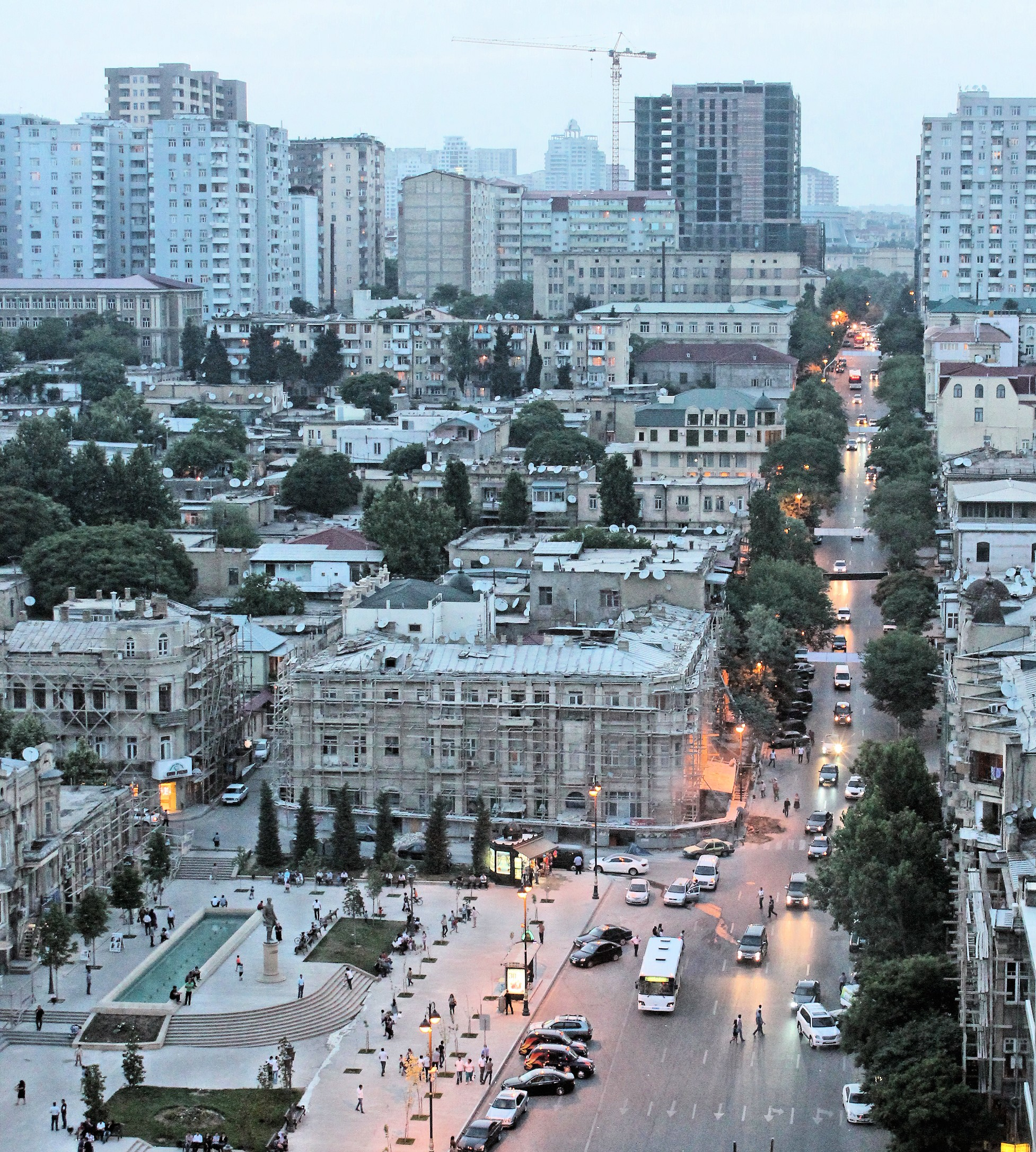
Улица Джафара Джаббарлы в Баку